# قنابل بالونية

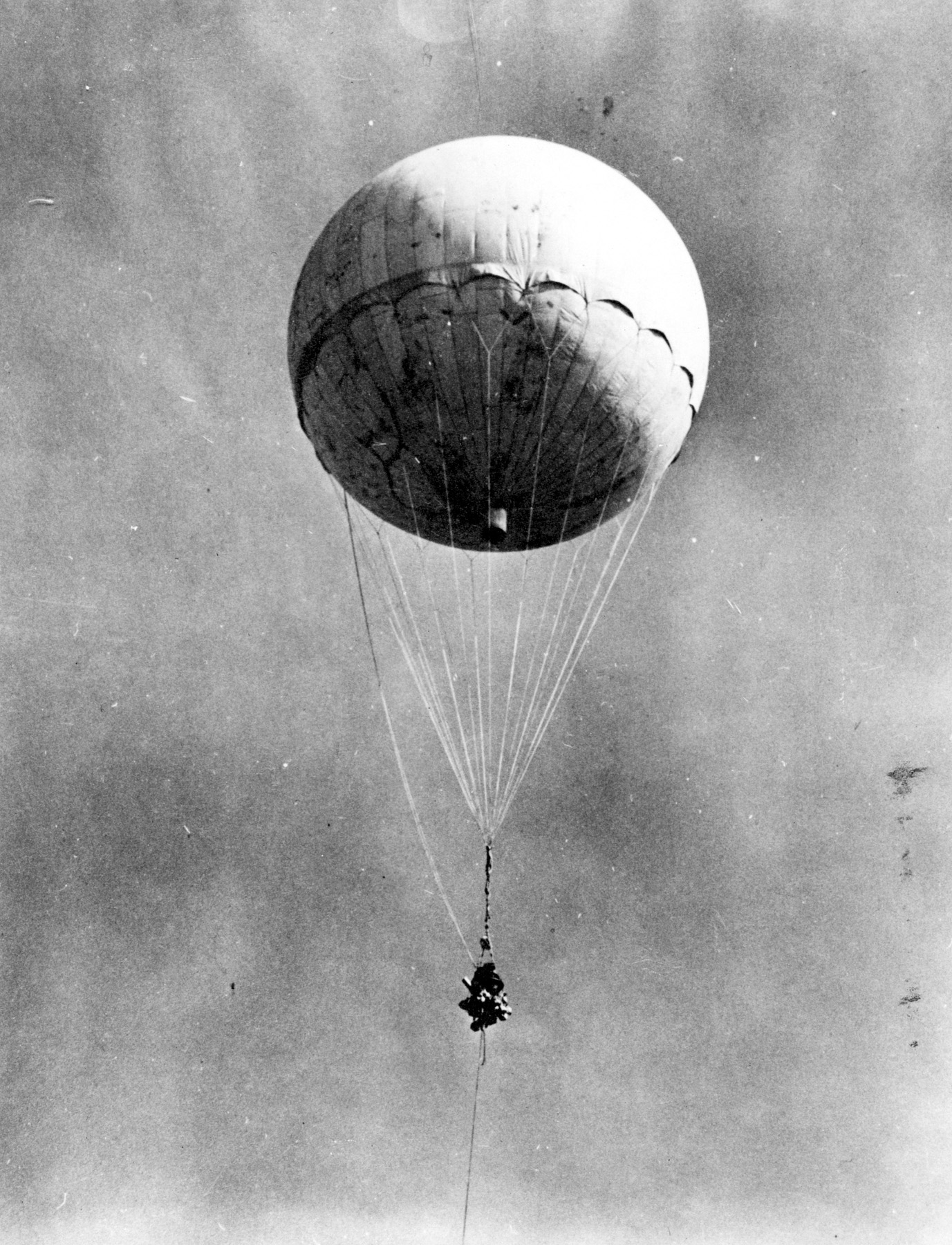
قنبلة بالونية أسقطت في سماء ولاية كاليفورنيا الأمريكية

القنابل البالونية باليابانية (風船爆弾 fūsen bakudan)، أو فو-غو، هو الاسم لسلاح غير مكلف اخترعة اليابانيون في نهاية الحرب العالمية الثانية.

## فكرة السلاح
فكرة السلاح بسيطة جداً، تتمثل بوضع قنبلة ضد الافراد تزن 15 كيلو غرام أو غيرها محمولة على بالون معبئ بغاز الهيدروجين.
نصف قطر البالون الحامل للقنبلة هو 10 امتار تقريباً معبئة بـ 540 متر مكعب من الهيدروجين، وعادة ما اطلقها اليابانيون من جهة الشرقية لجزيرة هونشو الرئيسية المقابلة للمحيط الهادي.

## البداية
عندما بدأ الجنرال جيمي دوليتل الأمريكي بإرسال اسطوله الجوي من طائرات بي-25 للإغارة على اليابان في ربيع عام 1942 ميلادية، أوجدت هذه الغارات شعور لدى اليابانيين بوجوب الهجوم بالقنابل البالونية على أرض الرئيسية الولايات المتحدة الأمريكية.
بدء الهجوم في نهاية خريف عام 1944 إلى بداية ربيع عام 1945 ميلادية، وتم إطلاق أكثر من 9000 قنبلة بالونية إلى الأراضي الأمريكية.

## الأضرار
ما يقارب من 3000 قنبلة بالونية رصد وصلها إلى الأراضي الأمريكية، ويقدر البعض إلى أنها ماتقارب 1000 قنبلة بالونية. وصلت إلى العديد من الولايات الأميركية وكذلك إلى مكسيك وكندا.
في الخامس من مايو سنة 1945 ميلادية، انجرفت إحدى القنابل البالونية إلى منطقة بلي في ولاية اورجون الأمريكية، متسبب بمقتل إمراءة وخمس أطفال حين حاولت إحدى الفتيات سحب القنبلة التي كانت متعلقة إلى إحدى الاشجار.

## ردة الفعل الأمريكية
في الأول من يناير سنة 1945 نشرت نيوز وويك مقالة بعنوان «البالون الغامض» ،باليوم التالي نشرت مقالة أخرى في جريدة عن نفس الحدث. حينها، ارسل مكتب الرقابة الأمريكي رسالة إلى نيوز وويك ومحطات الإذاعة تنبهم عن أهمية عدم الخوض في هذه الحوادث لكي لايحصل اليابانيون على معلومات عن إضرار سلاحهم الجديد.

## وصلات خارجية
- مقالة للكاتب فهد عامر الأحمدي في جريدة الرياض